# Tone Mlakar
Tone Mlakar, slovenski arhitekt, scenograf in fotograf, * 31. maj 1921, Žiri, † 12. november 2020.

## Življenje in delo
Tone Mlakar se je rodil v Žireh, kjer je obiskoval osnovno šolo, sedaj pa živi v Škofji Loki. Gimnazijo je obiskoval na Ptuju. Na začetku druge svetovne vojne, so družino pregnali v Srbijo v Smederevsko Palanko. Sam se je vrnil v Ljubljano in se vpisal na študij arhitekture. Zaradi vojne ga ni mogel dokončati. 
Leta 1943 se je pridružil partizanom Dolomitskega odreda in bil kmalu premeščen v partizansko tehniko, kjer je v začetku leta 1944 opremil in poskrbel za izid prve partizanske Prešernove Zdravljice. Po vojni je deloval v okolici Vipave. Ponovno se je vpisal na arhitekturo in jo leta 1954 dokončal pri arh. Plečniku. Leta 1949 ga je Udba, ker ni hotel vstopiti v partijo, za več mesecev zaprla.
Že v času študija je sodeloval s Triglav filmom, kot scenograf. Sodeloval je pri nastajanju filmov Na svoji zemlji, Kekec, Balada o trobenti in oblaku ... Leta 1955 se je zaposlil pri podjetju Tehnik v Škofji Loki, kjer je ostal do upokojitve leta 1975. 
Izdelal je načrte za številne stanovanjske in poslovne objekte, ki stojijo večinoma v okolici Škofje Loke. 
Poleg arhitekture se je ukvarjal tudi s fotografiranjem. Njegove fotografije krasijo mnoge zbornike in publikacije. Leta 2013 so mu podelili fotografsko nagrado Janez Puhar.
Umrl je v 100. letu starosti. Njegov sin je mdr. Peter Mlakar.